# Vitstjärtad kolibri
Vitstjärtad kolibri' (Urochroa leucura) är en fågel i familjen kolibrier.

## Utseende
Vitstjärtad kolibri är en stor kolibri, övervägande brongrön med blå strupe. Näbben är mycket lång och rak. Den gör skäl för sitt namn med stora inslag av vitt i stjärten som syns särskilt tydligt i flykten. Den kan förväxlas med lazulisabelvinge eller naposabelvinge, men har rakare näbb och vit stjärt.

## Utbredning och systematik
Fågeln förekommer i Andernas östsluttning i södra Colombia (Nariño, även sedd i Caquetá), östra Ecuador och nordöstra Peru (norra San Martín). Den behandlas som monotypisk, det vill säga att den inte delas in i några underarter. Fram tills nyligen behandlades den som underart till Urochroa bougueri. När den urskiljdes som egen art fördes trivialnamnet vitstjärtad kolibri till leucura från bougueri som istället tilldelades namnet rostmustaschkolibri.

## Levnadssätt
Vitstjärtad kolibri hittas i bergstrakter på mellan 1100 och 2000 meters höjd. Den besöker tillfälligtvis kolibrimatare, men påträffas lika gärna inne i skog, framför allt intill rinnande vattendrag och vattenfall.

## Status och hot
Arten har ett stort utbredningsområde, men tros minska i antal, dock inte tillräckligt kraftigt för att den ska betraktas som hotad. Internationella naturvårdsunionen IUCN listar arten som livskraftig (LC).